# Lac Kasba
Le lac Kasba est situé sur les territoires canadiens du Nord-Ouest et du Nunavut. 
Le lac Kasba est proche du point Four Corners/Quatre Coins qui délimitent ces deux territoires des deux provinces du Manitoba et de la Saskatchewan.
Le principal émissaire du lac est la rivière Kazan, un affluent de la rivière Thelon qui se jette dans la baie d'Hudson.